# Bremen (mecklenburgisches Adelsgeschlecht)

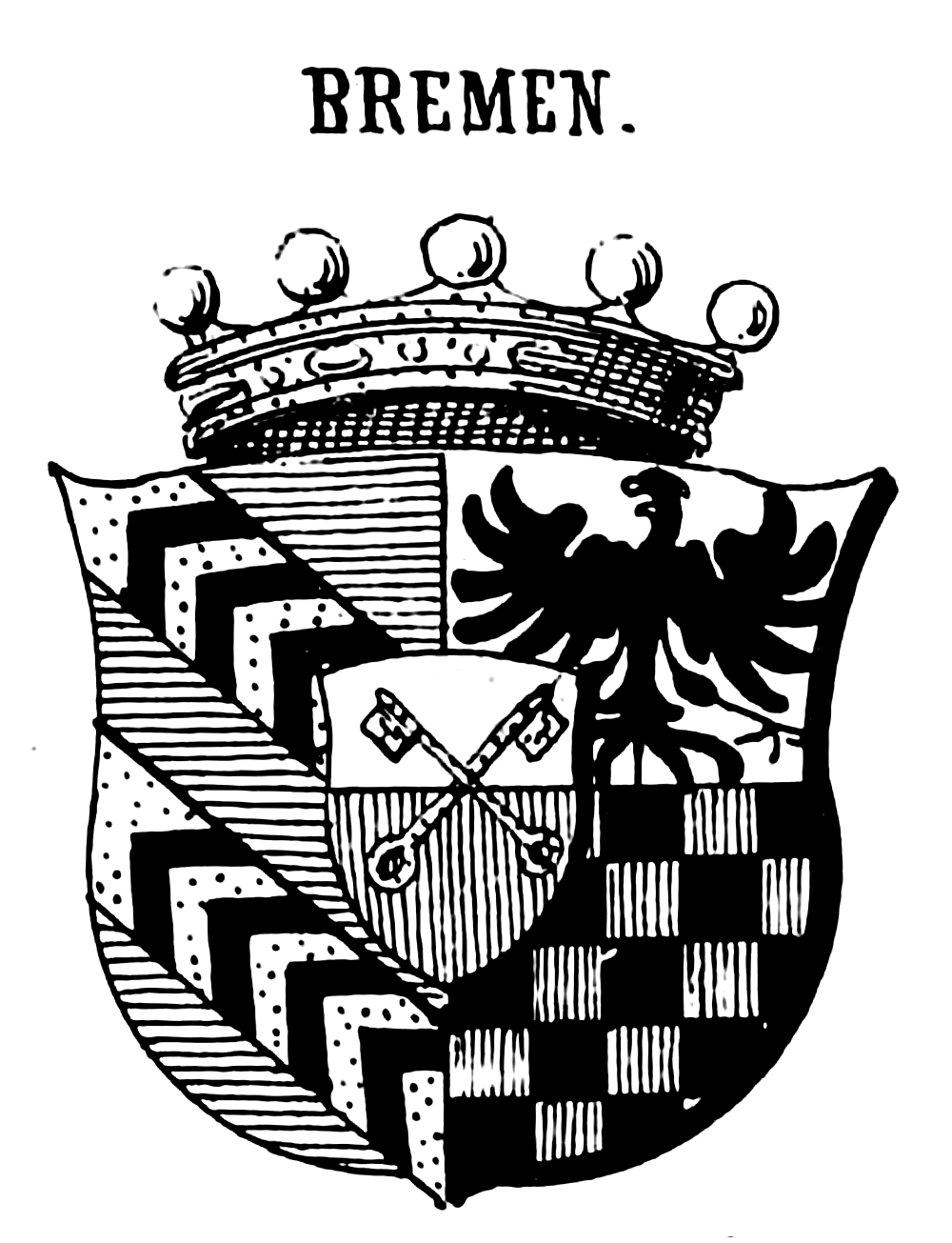
Wappen der Familie von Bremen, 1707

Die Herren von Bremen waren ein mecklenburgisches Adelsgeschlecht.

## Geschichte
Adam von (?) Bremen, mecklenburgischer Rat, und dessen Ehefrau Margaretha Elisabeth geb. Michälsen wurden von Kaiser Joseph I. am 10. Mai 1707 in den Adelsstand erhoben. Ferner findet sich 1848–1852 ein Oberlandesgerichts-Assessor von Bremen zu Bergen auf Rügen, der dem Wappen nach zur hier behandelten Familie gehörte.
Die Familie ist von den bremischen Herren von Bremen und den westfälischen Herren von Bremen zu unterscheiden.

## Wappen
Blasonierung nach dem Diplom: Der Schild gespalten, vorne in Blau zwei goldene, mit schwarzen Sparren belegte Schrägrechtsbalken; hinten geteilt, oben ein Adler, unten rot-schwarz geschacht. Im von Silber und Rot geteilten Mittelschild zwei gekreuzte, goldene Schlüssel. Auf dem Helm zwischen vier silbernen und blauen Straußenfedern, von denen rechts die blaue von der silbernen, links die silberne von der blauen überragt wird, ein von einem goldenen Kleinod zusammengefasster schwarzer Reiherbusch. Die Helmdecken rechts silbern und rot, links golden und blau.
Das Wappen der o. g. Margaretha Elisabeth geb. Michälsen erhielt abweichend einen Mittelschild, der in Gold einen Engel zeigt, der mit einem Schwert in der Hand auf einem Drachen steht (Erzengel Michael).